# سليمان طه
سليمان طه (بالملايوية: Sulaiman Taha)‏ هو سياسي ماليزي، ولد في 1951، وتوفي في 17 ديسمبر 2010 في كوالالمبور في ماليزيا. حزبياً، نشط في المنظمة الوطنية الملاوية المتحدة.